# نسيمة السادة
نسيمة السادة هي كاتبة وناشطة حقوقيّة سعودية شاركت في ما عُرفَ إعلاميًا باسمِ اضطرابات القطيف عام 2017 بالمنطقة الشرقية في القطيف. قامت نسيمة بتنظيمِ عددٍ من الحملات من أجل المطالبة بالحقوق المدنية والسياسية وحقوق المرأة وحقوق الأقلية الشيعية في المنطقة الشرقية لسنواتٍ عديدة، وترشحت كمرشحةٍ في الانتخابات البلدية السعودية 2015 قبل أن يتمَّ استبعادها. قُبض على نسيمة السادة والناشطة الحقوقيّة الأخرى سمر بدوي في 30 تمّوز/يوليو 2018 وذلك في إطارِ «حملة حكومية» واسعةِ النطاق استهدفت عددًا من النشطاء ورجال الدين والصحفيين. وُضعت السادة في الحبسِ الانفرادي في أوائل شُباط/فبراير عام 2019 في سجن المباحث العامة بذهبان في مدينة الدمام ولم تنتهِ محاكمتها بعد.

## النشاط السياسي

### البداية
كانت تكتبُ نسيمة السادة بصفتها كاتبة عمود في عددٍ من المواقع الإخبارية السعودية والعربية حيثُ كانت تُركِّز في مقالاتها ونصوصها على حقوق المرأة في السعودية بما في ذلك مشاركة في الشأنِ السياسي كما تحدثت عن قوانين الجنسية السعودية وقادت حملة لإنهاء العنف ضد المرأة. سُمع صدى صوتها وما كانت تُطالب بهِ مثلها مثل الناشطين والناشطات الأخريات في مجال حقوق المرأة ما أدى بشكلٍ مباشرٍ أو غير مباشرٍ إلى الإلغاء الجزئي لنظام الوصاية ومكَّن السعوديات من حقّ قيادة السيارات بعدما كنَّ ممنوعاتٍ من ذلك فيما قبل.

### الحقَ في القيادة
بحلول عام 2012؛ رفعت نسيمة السادة دعوى قضائية ضدَّ إدارة المرور بوزارة الداخلية في محكمة الدمام في المنطقة الشرقية كجزءٍ من حملةٍ أكبر للمطالبة بالسماحِ للنساء بقيادة السيارات وهو الموضوع الذي كان قد اكتسبَ اهتمامَا دوليًا خلال الاحتجاجات السعودية في إطارِ الربيع العربي بدءًا من عام 2011؛ وقد رَفعت ناشطات سعوديات أخريات بما في ذلك منال الشريف سمر بدوي دعاوى مماثلة في أوقات مختلفة.

## الاعتقال
اعتقلت السلطات السعودية في صبيحةِ يوم 30 تمّوز/يوليو 2018 نسيمة السادة وسمر بدوي وهما ناشطتان بارزتانِ في السعودية، وذلك في إطارِ «حملة حكومية» على النشطاء ورجال الدين والصحفيين، بما في ذلك العديد من الناشطين الذين شاركوا في حملة مكافحة الوصاية الذكورية. في الفترة ما بين أيّار/مايو 2018 وشُباط/فبراير 2019؛ اعتُقلَ ما لا يقلّ عن 15 ناشطًا في مجال حقوق الإنسان بما في ذلك العديد من المدافعات عن حقوق المرأة بدون توجيهِ أيّ تهم. حسبَ منظمة العفو الدولية فإنَّ نسيمة السادة مُحتجزة في السجنِ منذ تمّوز/يوليو 2018 دون تهمة أو محاكمة بل وُضعت في الحبس الانفرادي في أوائل شباط/فبراير 2019 في سجنِ المباحث العامة بذهبان.

### مزاعم التعذيب
وفقًا لتقريرها الصادرِ في 20 تشرين الثاني/نوفمبر 2018 استنادًا إلى ثلاث شهادات مُنفصِلة؛ قالت منظمة العفو الدولية إن النشطاء المحتجزين في سجن المباحث قد تعرضوا للتعذيب المتكرر بالكهرباء والجلد مما جعلَ البعض غير قادرٍ على المشي أو الوقوف بشكلٍ صحيح. في المُقابل نفى مسؤولٌ سعودي لم يُكشف عن هويته لصحيفة واشنطن بوست «مزاعم التعذيب» هذه مؤكدًا أن الدولة لن تتغاضى عنِ الموضوع وستُحقّق في الأمر. وفقًا لبيانٍ صادرٍ عن هيومن رايتس ووتش في 7 آذار/مارس فقد «تعرّضت أربعٌ من النساء المُعتقلات على الأقل للتعذيبِ عبر الصدمات الكهربائية؛ وبجلدهنَّ على مستوى الفخذين كما تُحرِّش بهنّ فضلًا عن الاعتداء عليهنّ بطرق أخرى.»

### المحاكمَة
وفقًا لواشنطن بوست؛ فقد بدأت محاكمة عشرة من الناشطات الحقوقيات بما في ذلك سمر بدوي ونسيمة السادة في 13 آذار/مارس 2019 ولم تنتهِ الجلسات بعد.

### ردود الفعل
وصفت منظمة العفو الدولية الحملة بأنها «مستوى غير مسبوق من اضطهاد المدافعين عن حقوق الإنسان في المملكة العربية السعودية». بعد مرور عامٍ كامبٍ على «الاعتقال التعسفي» للنشطاء دعت العفو الدولية من جديدٍ إلى الإفراج الفوري وغير المشروط عن كل من لجين الهذلول، إيمان النفجان، عزيزة اليوسف سمر بدوي، نسيمة السادة وباقي المدافعات عن حقوق الإنسان المحتجزات في السجون واللائي يواجهنَ محاكمة بسبب نشاطاتٍ سلميّة. وصفت العفو الدولية ومنظمات حقوقيّة أخرى حملة الاعتقالات بـ «التعسفية» وبحلول آذار/مارس 2019 دعت منظمة العفو الدولية إلى الإفراج عن «سجناء الرأي» دون قيدٍ أو شرط.
في السابع من آب/أغسطس 2018 انتقدت وزيرة الشؤون الخارجية الكندية كريستيا فريلاند السلطات السعودية علنًا بسبب حملة الاعتقالات تلك؛ وردًا على ذلك قامت الرياض بطرد السفير الكندي وتعليقِ التبادل التجاري بين البلدين. وفي اليوم العالمي للمرأة في آذار/مارس 2019؛ سلَّطت لجنة حماية الصحفيين الضوء على عدد الصحفيات اللائي يقبعنَ في سجون دول العالم فأدرجت اسم نسيمة السادة ضمن قائمة الصحفيات المُعتقلات في السعودية.
انتقدت في السابع من آذار/مارس 36 دولةً عضوةً في مجلس حقوق الإنسان التابع للأمم المتحدة – المؤلف من 47 دولة – المملكة العربية السعودية «بسبب قمعها الشديد لحريّة التعبير». كانت هذه هي المرة الأولى التي تواجه فيها المملكة العربية السعودية – وهي عضو في مجلس حقوق الإنسان التابع للأمم المتحدة – انتقادًا شديد اللهجة فيما يتعلق بسجلّها في مجال حقوق الإنسان. دعى بيانُ مجلس حقوق الإنسان تحديدًا الرياض للإفراجِ عن كلٍ من لجين الهذلول وإيمان النفجان وعزيزة اليوسف ونسيمة السادة وسمر بدوي ونوف عبد العزيز وهتون الفاسي وشدن العنزي وغيرهم ممن قُبض عليهم في حملة أيّار/مايو 2018.